# Iván Alejo
Iván Alejo Peralta (Valladolid, 10 de febrero de 1995), también citado como Ivi, es un futbolista español. Juega de centrocampista y su equipo es el Real Valladolid C. F. de la Segunda División de España.

## Trayectoria
Ingresó en el Atlético de Madrid en 2011 procedente de la cantera del Real Valladolid. Participó de la pretemporada del primer equipo del Atlético de Madrid en julio de 2013.
Iván Alejo, "Ivi", se incorporó a la concentración de la selección sub-19 en Vigo, el 28 de mayo de 2014, para disputar la Ronda Élite de la categoría en la que los discípulos de Luis de la Fuente intentarán hacer un buen papel que les permita disputar la fase final del Europeo de Hungría que tendrá lugar entre el 19 y 31 de julio de este mismo año.
Terminada la temporada 2014-15 con el Atlético de Madrid B se anunció, el 10 de junio de 2015, su fichaje por el Villarreal por tres temporadas.
En 2017 se hizo oficial su fichaje por la S. D. Eibar. Estuvo una sola temporada y en julio de 2018 se marchó al Getafe C. F. En agosto del año siguiente este lo cedió al Cádiz C. F., con el que jugó 163 partidos en seis campañas. Se fue a finales de 2024 para completar la temporada, a préstamo, en el APOEL de Nicosia. Este lo adquirió en propiedad el 1 de julio, pero a los pocos días rescindió su contrato y volvió al Real Valladolid firmando hasta junio de 2027.

## Estadísticas
Actualizado al último partido disputado el 20 de febrero de 2025.
| Club                            | Div.          | Temporada     | Liga  | Liga  | Copas nacionales | Copas nacionales | Copas internacionales | Copas internacionales | Total | Total |
| Club                            | Div.          | Temporada     | Part. | Goles | Part.            | Goles            | Part.                 | Goles                 | Part. | Goles |
| ------------------------------- | ------------- | ------------- | ----- | ----- | ---------------- | ---------------- | --------------------- | --------------------- | ----- | ----- |
| Atlético de Madrid "C" · España | 3.ª           | 2013-14       | 1     | 0     | —                | —                | —                     | —                     | 1     | 0     |
| Atlético de Madrid "C" · España | Total club    | Total club    | 1     | 0     | 0                | 0                | 0                     | 0                     | 1     | 0     |
| Atlético de Madrid "B" · España | 2.ª B         | 2014-15       | 22    | 1     | —                | —                | —                     | —                     | 22    | 1     |
| Atlético de Madrid "B" · España | Total club    | Total club    | 22    | 1     | 0                | 0                | 0                     | 0                     | 22    | 1     |
| Villarreal C. F. "B" · España   | 2.ª B         | 2015-16       | 17    | 1     | —                | —                | —                     | —                     | 17    | 1     |
| Villarreal C. F. "B" · España   | Total club    | Total club    | 17    | 1     | 0                | 0                | 0                     | 0                     | 17    | 1     |
| A. D. Alcorcón · España         | 2.ª           | 2016-17       | 28    | 1     | 7                | 2                | —                     | —                     | 35    | 3     |
| A. D. Alcorcón · España         | Total club    | Total club    | 28    | 1     | 7                | 2                | 0                     | 0                     | 35    | 3     |
| S. D. Eibar · España            | 1.ª           | 2017-18       | 22    | 1     | 0                | 0                | —                     | —                     | 22    | 1     |
| S. D. Eibar · España            | Total club    | Total club    | 22    | 1     | 0                | 0                | 0                     | 0                     | 22    | 1     |
| Getafe C. F. · España           | 1.ª           | 2018-19       | 4     | 0     | 3                | 0                | —                     | —                     | 7     | 0     |
| Getafe C. F. · España           | Total club    | Total club    | 4     | 0     | 3                | 0                | 0                     | 0                     | 7     | 0     |
| Málaga C. F. · España           | 2.ª           | 2018-19       | 12    | 0     | —                | —                | —                     | —                     | 12    | 0     |
| Málaga C. F. · España           | Total club    | Total club    | 12    | 0     | 0                | 0                | 0                     | 0                     | 12    | 0     |
| Cádiz C. F. · España            | 2.ª           | 2019-20       | 31    | 1     | 2                | 0                | —                     | —                     | 33    | 1     |
| Cádiz C. F. · España            | 1.ª           | 2020-21       | 22    | 1     | 2                | 0                | —                     | —                     | 24    | 1     |
| Cádiz C. F. · España            | 1.ª           | 2021-22       | 20    | 2     | 4                | 0                | —                     | —                     | 24    | 2     |
| Cádiz C. F. · España            | 1.ª           | 2022-23       | 31    | 0     | 1                | 0                | —                     | —                     | 32    | 0     |
| Cádiz C. F. · España            | 1.ª           | 2023-24       | 30    | 0     | 0                | 0                | —                     | —                     | 30    | 0     |
| Cádiz C. F. · España            | 2.ª           | 2024-25       | 18    | 0     | 2                | 0                | —                     | —                     | 20    | 0     |
| Cádiz C. F. · España            | Total club    | Total club    | 152   | 4     | 11               | 0                | 0                     | 0                     | 163   | 4     |
| APOEL de Nicosia Chipre         | 1.ª           | 2024-25       | 4     | 0     | 0                | 0                | 2                     | 0                     | 6     | 0     |
| APOEL de Nicosia Chipre         | Total club    | Total club    | 4     | 0     | 0                | 0                | 2                     | 0                     | 6     | 0     |
| Real Valladolid C. F. · España  | 2.ª           | 2025-26       | 0     | 0     | 0                | 0                | —                     | —                     | 0     | 0     |
| Real Valladolid C. F. · España  | Total club    | Total club    | 0     | 0     | 0                | 0                | 0                     | 0                     | 0     | 0     |
| Total carrera                   | Total carrera | Total carrera | 262   | 8     | 21               | 2                | 2                     | 0                     | 285   | 10    |
| 1. 2.                           |               |               |       |       |                  |                  |                       |                       |       |       |